# Cúria Hostília
A Cúria Hostília (em latim: Curia Hostilia) foi a primeira sede do senado romano (curia), no período histórico da República Romana. Acredita-se que teria sido construída originalmente como um templo etrusco sobre o local onde as diversas facções tribais depuseram suas armas, durante o reinado de Rômulo (r. circa 771–717 a.C.), lendário fundador de Roma. Durante o início do Reino de Roma, o templo era destinado aos senadores que atuavam como conselho do rei. Túlio Hostílio (r. 673–641 a.C.) teria sido o responsável por substituir a estrutura original, depois que um incêndio destruiu o templo. O edifício pode ter tido uma importância história, funcionando como local de um mundus e altar etrusco. O Lápis Níger, uma série de grandes lajes negras de mármore, era colocado sobre o altar, conhecido como Vulcanal, onde existia uma série de monumentos, no lado oposto à Rostra. Foi reformado em 80 a.C. por Lúcio Cornélio Sula durante as renovações do Comício e as ampliações da Cúria. Foi incendiada em 53 a.C. durante a cremação de Públio Cláudio Pulcro.

## Arquitetura e layout
É possível que tenha existido no local um pequeno templo ao deus Vulcano a partir dos primeiros anos, um altar de pedra com uma estela de mármore inscrita com uma dedicação de um rei latino. Este templo etrusco original provavelmente já era um ponto de encontro para as diversas tribos que viviam nas sete colinas. É possível que ele fosse composto por apenas duas colunas e um pórtico aberto. Acredita-se que ele tenha sido convertido emparedando com tijolos o pórtico frontal para criar uma ante-sala. Acredita-se que o exterior fosse muito parecido com o da Cúria Júlia, com as linhas da estrutura, muito simples, relembrando o templo etrusco. O local ficava separado do resto do Comício por uma baixa cerca de concreto para impedir que os pedestres pisassem no local. 
A arquitetura da Cúria mudou diversas vezes, mas manteve sua forma original mesmo depois de grandes reformas. Era nesta estrutura que se desenrolava a vida política nos primeiros anos da República Romana e conta-se que o público tinha permissão de entrar para ouvir o debate entre os senadores.
Contudo, sabe-se relativamente pouco sobre o edifício. Uma característica que é mencionada em quase todas as fontes é a "Tabula Valeria", uma pintura que ficava do lado de fora da Cúria, na parede ocidental, representando a vitória de Mânio Valério Máximo Corvino Messala sobre Hierão II e os cartagineses em 263 a.C., durante a Primeira Guerra Púnica. Plínio afirma que esta foi a primeira pintura do tipo em Roma.
Outro detalhe sobre o qual a maior parte das fontes concordam é que a Cúria Hostília ficava no norte do Comício. Acredita-se que a escadaria circular do Comício, que também servia de assento para os cidadãos que ouviam os oradores na Rostra, levavam até a entrada da Cúria. Sobre a localização, Stambaugh escreveu "A Cúria foi construída em terreno elevado com o objetivo de dominar o espaço todo do Fórum Romano". Por conta disto, a Cúria Hostília era considerada um símbolo da força da República Romana.

## Incêndio
O edifício foi destruído em 53 a.C. depois que a pira funerária para Públio Clódio Pulcro acabou ateando fogo à estrutura, que queimou completamente. Ela foi substituída pela Cúria Cornélia, localizada quase no mesmo espaço. Esta estrutura foi, por sua vez, substituída pela Cúria Júlia iniciada por Júlio César e terminada pelo imperador romano Augusto.

## Localização
| Planimetria do Comício (antes de César) |
| --- |
| Cúria Júlia Templo da Concórdia Altar de Saturno Umbilicus Urbis Senáculo Rostra Antiga Lápis Níger Basílica Pórcia Basílica Opímia Cúria Hostília Cárcere Grecóstase Coluna Mênia Área Volcanal |
| Em pontilhado, o traçado do Comício arcaico. Em cinza, a silhueta da Cúria Júlia, como indicativo de posição.                                                                                    |